# Jan Jorn van 't Land
Jan Jorn van 't Land (3 mei 1977) is een Nederlands hockeyer en hockeycoach. Hij is een voormalig international.
Van 't Land speelde in totaal 35 interlands (1 doelpunt) voor de Nederlandse hockeyploeg. Hij debuteerde op 1 mei 2002 tijdens een oefeninterland tegen Duitsland (1-1 gelijk). Hij nam deel aan de Champions Trophy van 2002 en 2003 en het EK in 2003.
In clubverband speelde Van 't Land bij SCHC en in 1997 arriveerde hij bij Bloemendaal. Hij werd driemaal landskampioen bij die laatste club en won in 2001 de Europacup I. In 2004 ging Van 't Land terug naar SCHC. 
Na zijn hockeycarrière werd Van 't Land coach van het eerste damesteam van Bloemendaal dat uitkomt in de Overgangsklasse. In 2011 is Van 't Land aan de slag als assistent-coach bij HGC gegaan. In 2015 nam hij het roer als hoofdcoach van de gazellen over Dirk Loots. In zijn eerste seizoen als hoofdcoach haalde hij de play-offs.    